# 上海浦东国际机场卫星厅
上海浦东国际机场卫星厅，即上海浦东国际机场三期工程，位于上海市浦东新区祝桥镇浦东机场既有航站楼南侧。浦东机场卫星厅总建筑面积62.2万平方米，比浦东机场T2航站楼（48.55万平方米）还大，为目前世界上最大的单体卫星厅。作为浦东机场既有航站楼的延伸，卫星厅实行与航站楼一体化运营，承担旅客出发候机、到达、中转功能，与既有航站楼通过旅客捷运系统连接。根据计划，浦东机场未来约60-70%的航班将从卫星厅出发。
浦东机场卫星厅于2015年12月29日开工建设，2019年9月16日正式投入使用。

## 历史
随着上海的城市发展，浦东机场客流量将持续递增，飞行区、航站区均处于高位运行状态，既有的基础设施无法满足运行要求。尤其是客机位不足，近机位占比较低，搭乘远机位的航班必须换乘摆渡车才能抵达。根据浦东机场的预计，2025年浦东机场年旅客吞吐量保障能力将达到8000万人次，日常运行至少需要191个机位，近机位占比应不低于70%，制约了运行效率和服务品质的提升。而远机位候机厅虽然经过了多次改扩建，但空间仍有不足，不能满足旅客增量的需要，再加上机场地面交叉运行矛盾愈加突出、基础设施建设与枢纽运营不相适应以及机场中转率较低，为此浦东机场以“加快基础设施建设，增强枢纽运营功能”为目的，决定启动三期工程，以实现上海航空枢纽建设的目标。
2015年12月29日，浦东机场卫星厅开工建设。2017年10月，卫星厅主体结构封顶，并于2018年10月完成主体钢结构施工，2019年6月进入内部装饰装修、商业精装修和系统联调联试阶段。2019年7月12日，卫星厅完成竣工验收，同年8月9日正式通过验收。在启用前，工作人员对卫星厅的设备进行调试，同时相关运营保障工作人员完成培训，并进行大规模综合运行演练。
2019年9月16日（即浦东机场开航20周年纪念日），浦东机场卫星厅正式启用。中共中央政治局委员、中共上海市委书记李强、上海市委副书记、上海市人民政府市长应勇，中国民航局副局长董志毅出席启用仪式并参观卫星厅及旅客捷运系统。第一个从浦东机场卫星厅始发的航班为中国东方航空空中客车A350-900型客机执飞的MU787次，目的地为罗马-菲乌米奇诺机场。同日下午3时，乘坐东航MU570航班抵达浦东机场的法国籍旅客爱德华·巴齐尔进入卫星厅，在中转大厅边检站完成中转手续，成为第一位享受卫星厅中转服务的出入境旅客。

## 结构

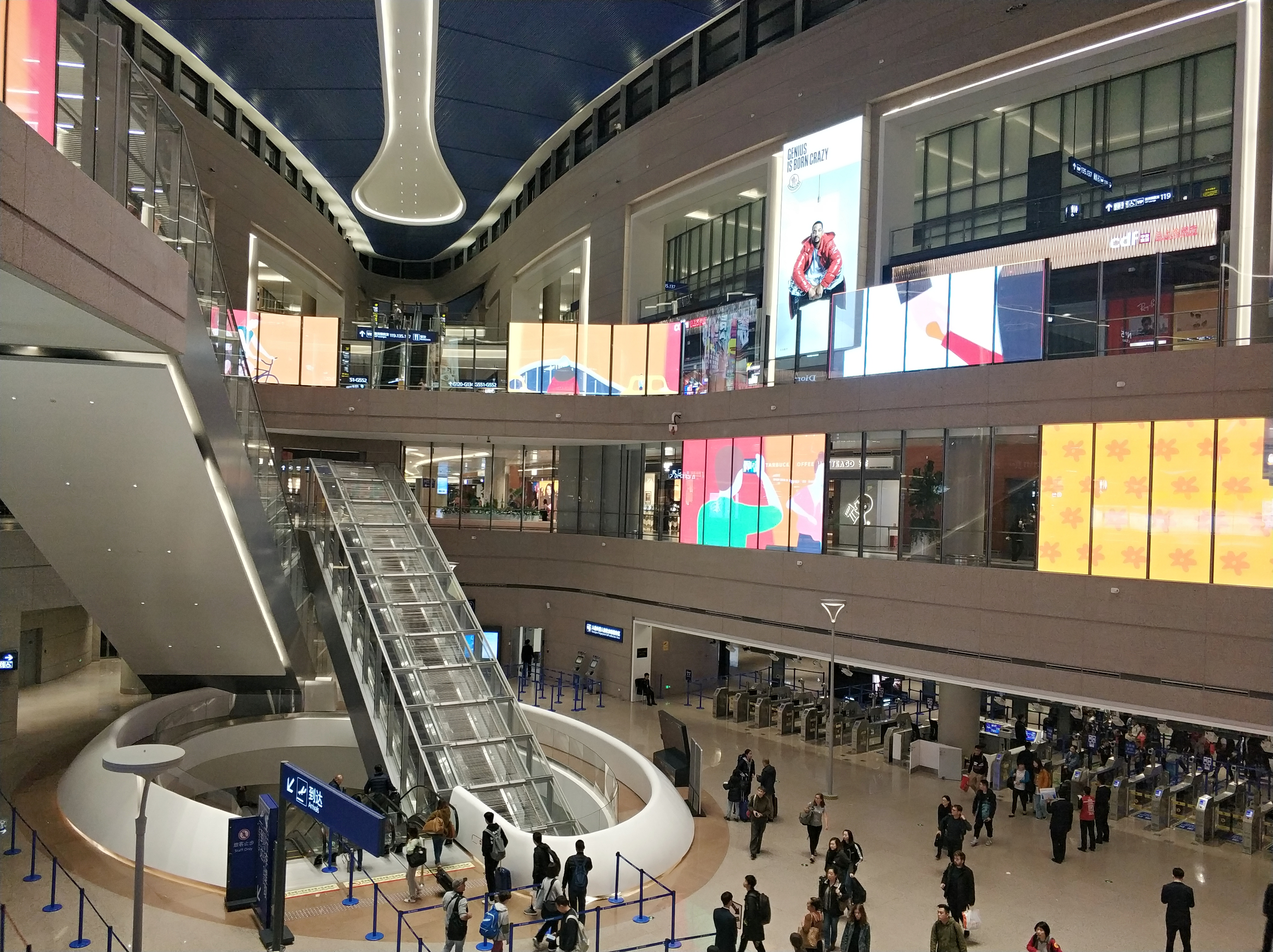
卫星厅S1中转大厅

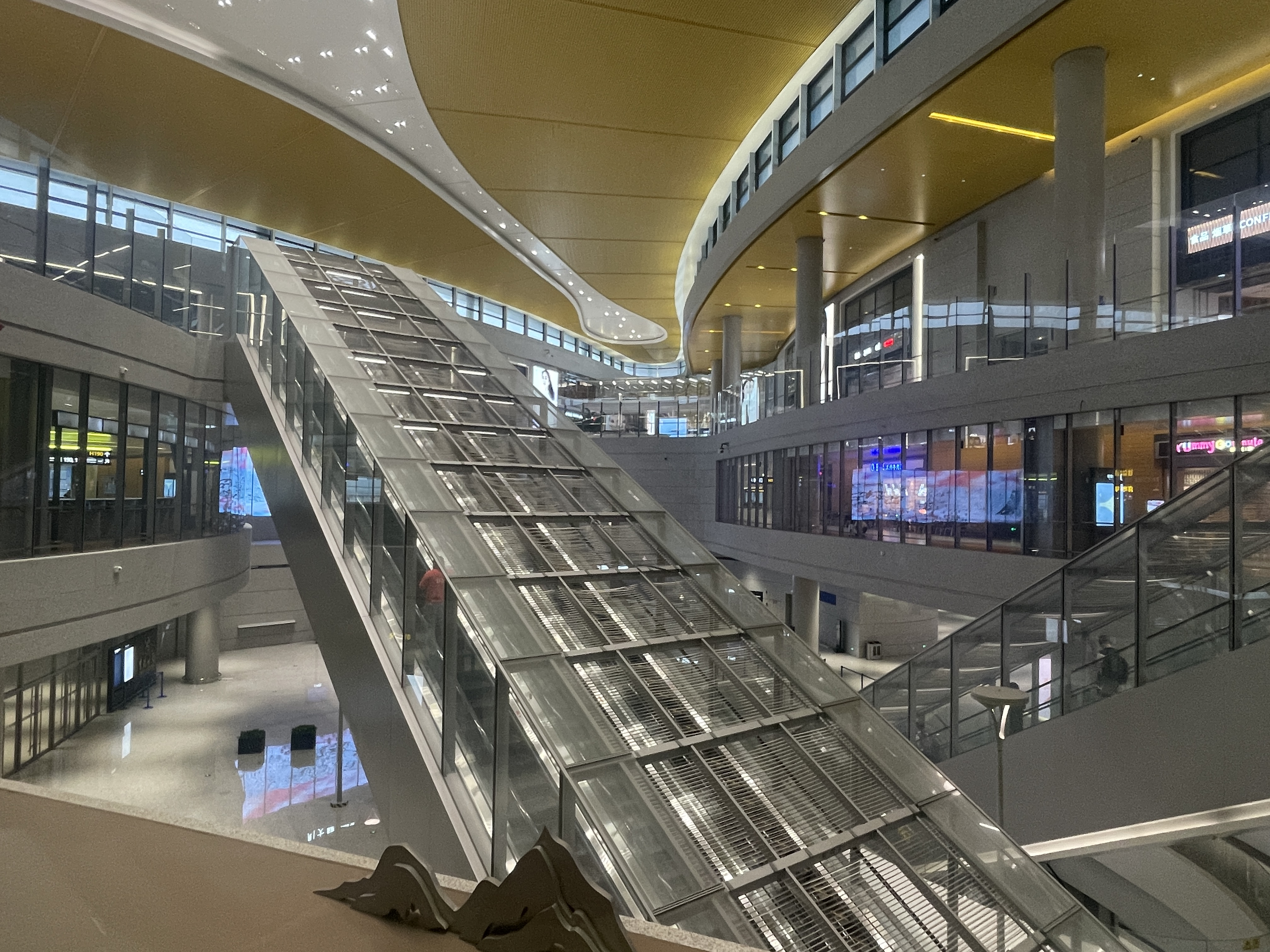
S2中转大厅

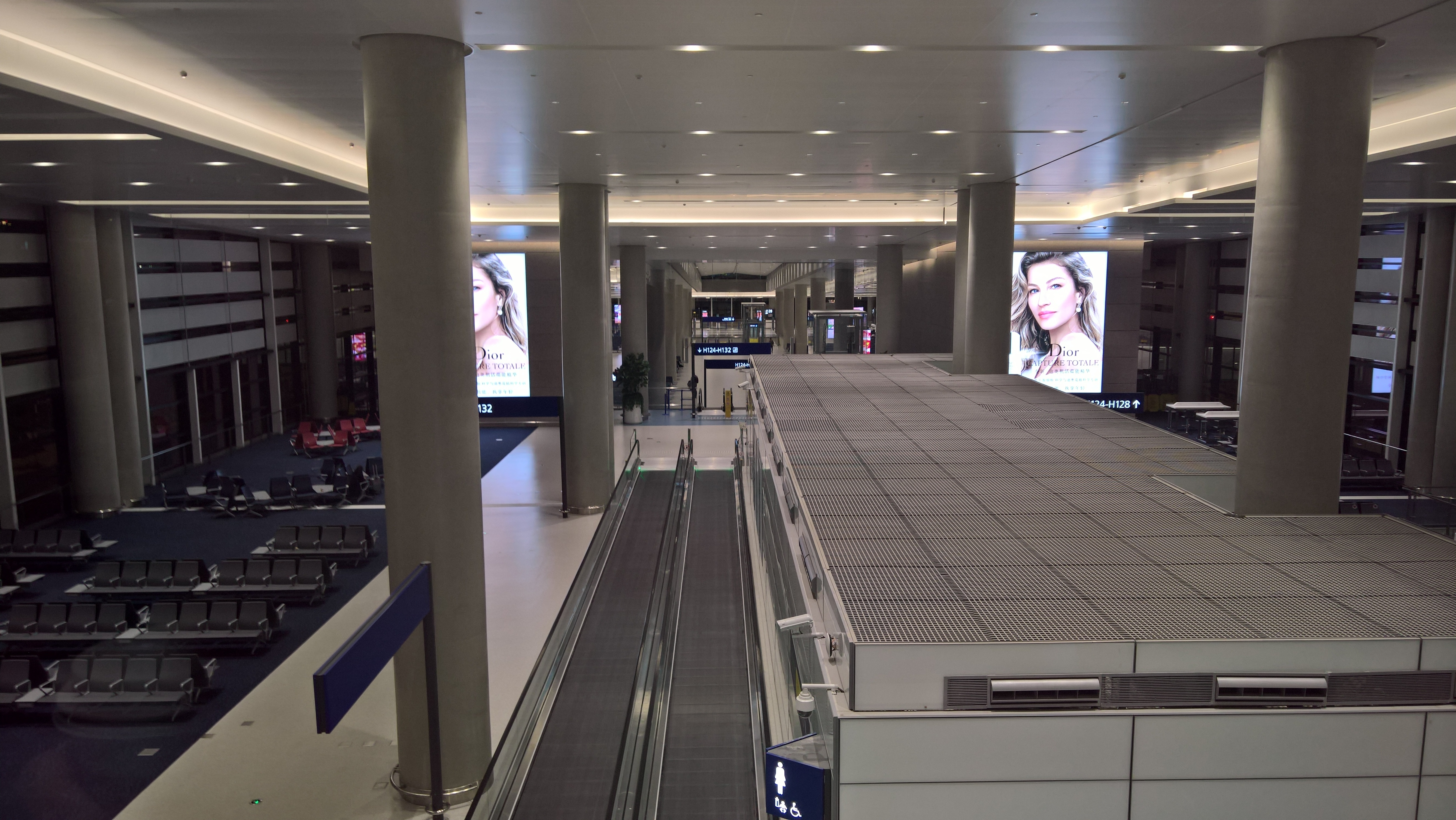
S1的国际出发层

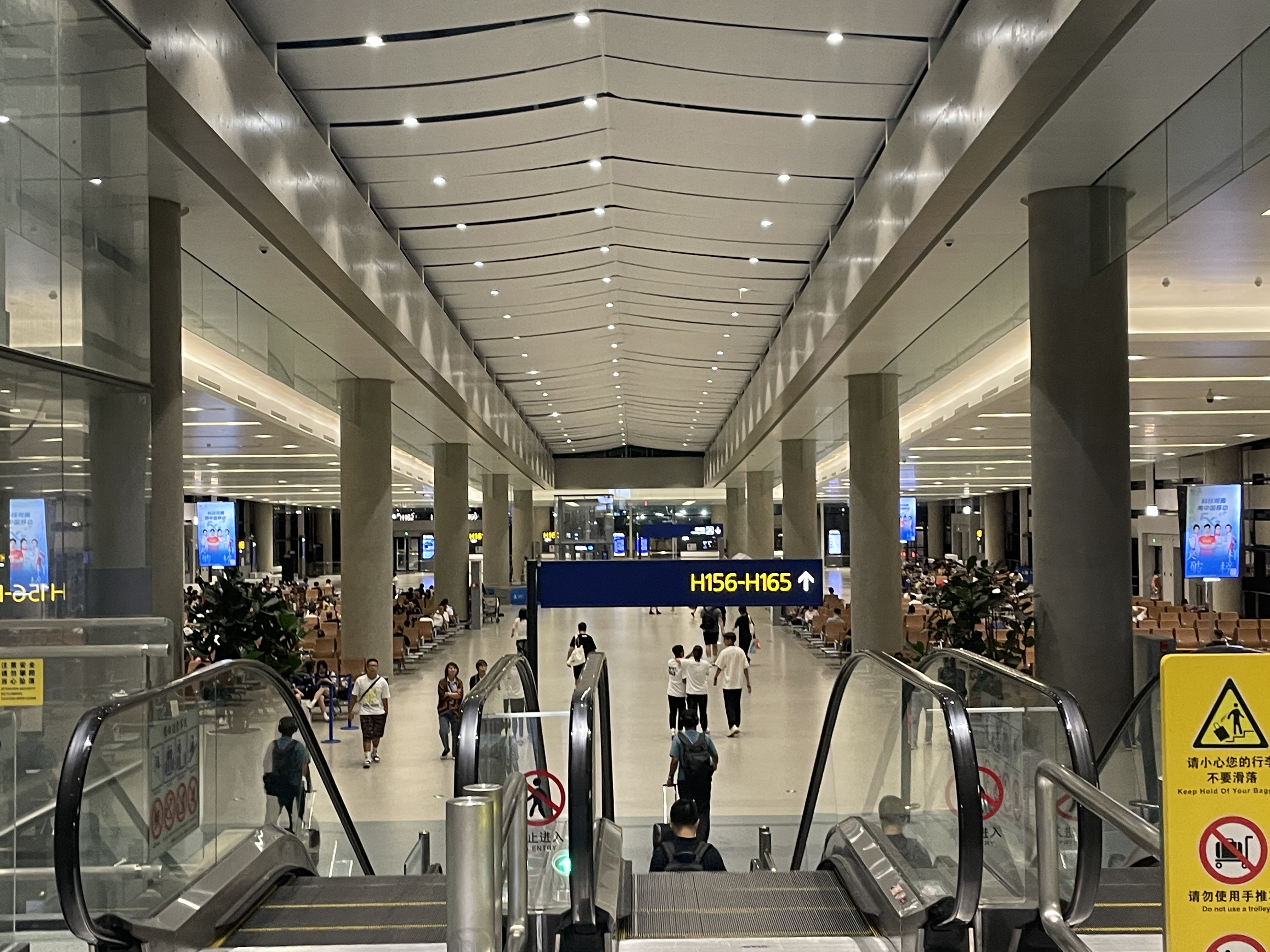
S2指廊末端的国内航班区域

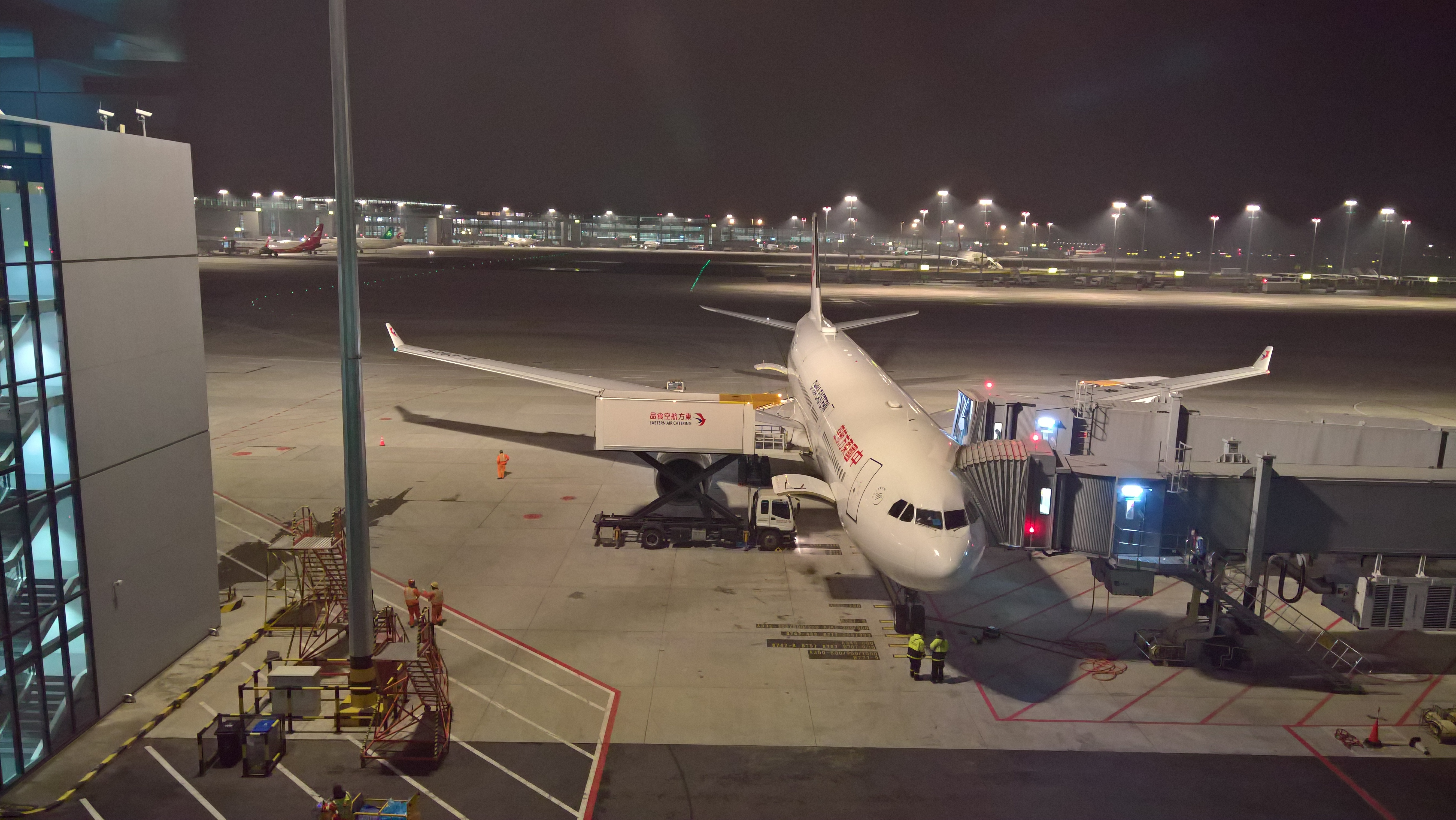
中国东方航空航机停靠S1

### 建筑构造
浦东机场卫星厅由上海建工集团所属上海机械施工集团负责整体施工，华东建筑设计研究院负责钢结构工程，而前期设计规划管理和后期工程管理由上海机场建设指挥部承担，工程总投资约206亿元人民币。卫星厅整体建筑为“工”字型，总建筑面积62.2万平方米，比浦东机场T2航站楼（48.55万平方米）还大，为目前世界上最大的单体卫星厅，整体工程共使用3.5万吨钢结构，超过T1航站楼的2.8万吨、T2航站楼的3万吨，相当于徐浦大桥、杨浦大桥、南浦大桥钢结构总重量的总和。卫星厅玻璃幕墙后的钢结构为全外露钢结构，既满足防风抗台的要求，也作为卫星厅室内装饰的一部分。卫星厅中央大厅顶层屋盖设计为空间自由曲面的三角造型，外观尺寸为160米*160米*180米。其屋盖主桁架呈双曲状，最大跨度约52.8米，两端悬挑约10米。中央大厅顶层屋盖的三角造型设计也呈现出较强的视觉冲击力。
卫星厅由S1和S2两座大厅相连组成，年处理旅客设计能力为3800万人次，西侧的S1与现有的T1航站楼共同运行，识别色为蓝色，年旅客吞吐量3680万，服务东航、上航、天合联盟成员航空公司；而东侧的S2与现有的T2航站楼共同运行，识别色为黄色，年旅客吞吐量为4320万，服务国航、南航、星空联盟成员、寰宇一家成员等航空公司。S1区有地下1层和地上6层，通过捷运西线连接T1航站楼；S2区有地下1层和地上5层，通过捷运东线连接T2航站楼，S1、S2通过连廊相连。
此外，浦东机场还在航站楼与卫星厅之间兴建飞行区下穿通道，為地下快速通道，於2014年12月开工，2019年7月16日竣工。其中，第一航站楼至卫星厅S1之间有两根服务车道、1根行李车道，第二航站楼至卫星厅S2之间设有两根服务车道、1根行李车道、一条捷运车通道。
浦东机场卫星厅在设计上亦注重绿色环保，通过使用变频空调箱，取消空调交换器直接供冷、过渡季节自然通风、地面以下直供水等多种节能技术手段运用，预计每年可节约用电995万度。此外，卫星厅厕所及绿化浇水采用围场河雨水回用技术。

### 设施
浦东机场卫星厅与T2一样，为国内出发到达混流、国际分流的基本剖面布局，其中国际到达及中转层在下、国内混流层居中、国际出发层在上。航站楼设有83座各类登机桥固定端，能够提供86-125个各型机位，并考虑了未来的适当预留，可使航班靠桥率从此前的50%提高到90%以上，减少乘客换乘摆渡车前往机位的概率。其中环绕中央核心区有35座三层可转换登机桥，同一架靠桥飞机在原地可完成国际（地区）、国内航班切换。从卫星厅捷运车站到卫星厅最远登机口步行需时为5分钟。卫星厅投运后，可减少地面保障车辆运输频次和行驶距离，预测全年减少航空公司保障车辆柴油消耗量1623吨；通过登机桥给飞机供电方式每年可以减少飞机航油消耗量3.9万吨，每年减少二氧化碳排放量11.5万吨。在东航入驻S1卫星厅后，东航将计划实现浦东机场靠桥率100%、进港中转行李自动分拣率100%，中转航班“全面通程”覆盖率100%的目标，同时启用每小时可分拣5000件行李的全自动行李处理系统。
卫星厅S1区在国内、国际廊桥的中心位置设有中转大厅，面积为8000平方米，是T1的1.3倍。S1中转大厅设置了国际转国内、国际转国际、国内转国际3种中转流程，国内转国内可在国内混流层同层中转，缩短航班最短衔接时间。目前，东航在卫星厅S1区实现“一厅”集中办理所有中转手续的操作，计划实现中转最短衔接时间60分钟的目标。此外，上海机场边检站也为在卫星厅S1区搭乘需办理出入境手续的中转航班的旅客配备16条人工查验通道、10条自助查验通道、4条工作人员通道，旅客在S1通过中转边检最长时间不超过10分钟，较T1航站楼缩短二分之一左右。
在候机环境方面，卫星厅在不同候机区域配有不同样式的功能性座椅，实现座椅的多样化。同时，候机区座椅旁配备诸多充电设施，平均每隔三至四个座位设有三至四个充电口（包括普通电源插座和USB插槽），可为手机等移动设备充电。部分区域还配有无线充电设备，可为支持无线充电的手机充电。
此外，卫星厅S1区设有东航运营的3个国际及国内旗舰贵宾室，而S2区则设有南航和上海机场集团自营的贵宾室。所有设在卫星厅的贵宾室均设有全国首个设在贵宾室外的户外全景式平台，而上海机场集团自营的贵宾室面积达到5500平方米。
| 5F（仅限S1，S2无此楼层） | 贵宾候机室         | 东航国内、国际贵宾室                     |
| 4F                       | 商铺（国际）（S1） | 餐厅、免税品 （S1）                      |
| 4F                       | 贵宾候机室（S2）   | 东航、南航、机场自营贵宾室（S2）         |
| 3F                       | 国际、港澳台出发   | G101-602登机口、商铺                     |
| 2F                       | 国内出发、到达     | H101-652登机口、休息室、商铺             |
| MF                       | 国际、港澳台到达   | S1国际到达走廊、S2国际到达走廊           |
| 1F                       | 国际、港澳台到达   | S1中转大厅、S2中转大厅（过境区域未启用） |
| B1                       | 接驳捷运           | 捷运站台                                 |

#### 商业配套

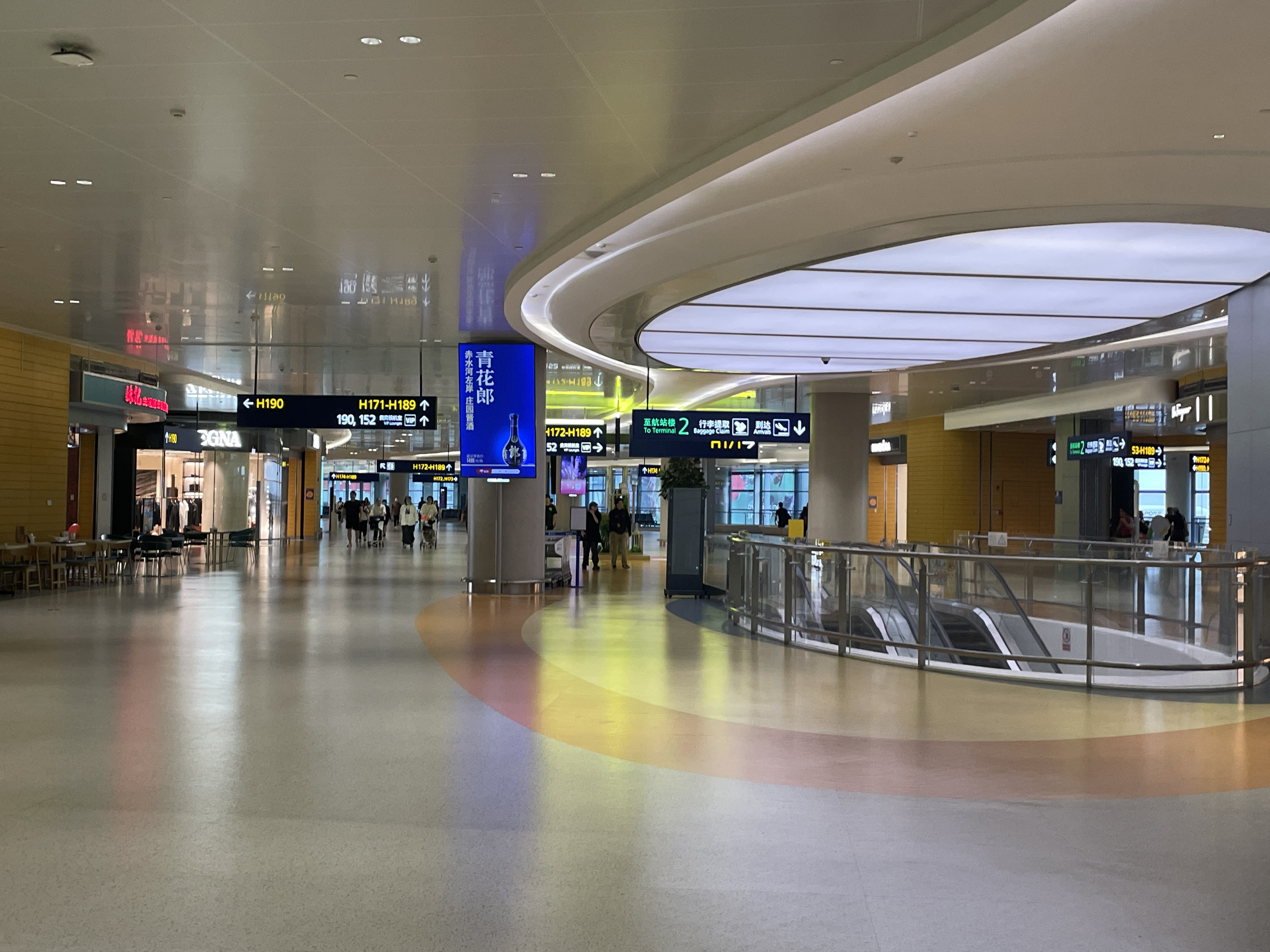
S2国内区域捷运站附近的商业店铺

卫星厅共设2.8万平方米的商业区，聚集了超过159家商户。其中商业店铺100家、餐饮店铺55家、金融网点4家，其中85%的品牌为卫星厅首次入驻。在餐饮店铺方面，已有老字号品牌新雅茶室、老正兴、德兴馆、连锁品牌喜茶、奈雪的茶、星巴克、棒约翰、沃歌斯、西贝莜面村等入驻卫星厅，与市内其他区域实行“同城同质同价”。
卫星厅亦设有面积近1万平方米的免税店，为既有航站楼免税店的1.7倍，由中免集团控股的日上免税行经营。由此，浦东机场成为中国大陆单机场免税店规模第一的机场。

## 运营
浦东机场卫星厅不实行独立运营，与航站楼一体化运营，仅承担旅客出发候机、到达、中转功能，从浦东机场出发及到达旅客的值机、办票、联检（包括海关检查和边防检查）、安检、行李提取的手续仍在既有航站楼办理，若持有登机牌上登机口注明首字母为“G”或“H”的旅客，则需在安检后搭乘捷运列车前往卫星厅登机。而中转旅客则可根据现场标识，前往最近的中转柜台办理相应手续。从卫星厅S1区搭乘需办理出入境手续的中转航班的旅客则在卫星厅办理出入境手续。

## 奖项
2019年6月，浦东机场卫星厅钢结构工程获中国建筑金属结构协会授予的“中国钢结构金奖工程”奖。